# Alcorcón
Alcorcón (IPA: [alkorˈkon]) è una città spagnola di 166 553 abitanti (2007), situata nella comunità autonoma di Madrid.
Alcorcón ospita uno dei campus della Universidad Rey Juan Carlos.

## Geografia antropica

### Suddivisioni amministrative
La città è divisa in tre distretti:
- Centro, ovvero il Casco antiguo (centro storico)
- Norte, di cui fanno parte i quartieri di San José de Valderas, Timanfaya e Parque de Lisboa
- Suroeste, che comprende i quartieri di Parque Mayor, Ondarreta, Las Retamas e Parque Oeste

## Sport
La principale squadra di calcio cittadina è l'Agrupación Deportiva Alcorcón, fondata nel 1971, la quale disputa le partite casalinghe nello Stadio Santo Domingo.

## Amministrazione

### Gemellaggi
- Mayarí
- Nejapa
- Distretto di Ancón